# Pecado impudicus
Pecado impudicus (Denis, 1945) è un ragno appartenente alla famiglia Linyphiidae.
È l'unica specie nota del genere Pecado.

## Distribuzione
La specie è stata rinvenuta in Spagna, Marocco e Algeria.

## Tassonomia
Dal 2006 non sono stati esaminati esemplari, né sono state descritte sottospecie al 2012.